# Livia Girard
Pour les articles homonymes, voir Girard (patronyme).

a Compétitions nationales et continentales officielles uniquement.

Dernière mise à jour le 23 juillet 2024.
Livia Girard, née le 19 février 1999, est une joueuse française de rugby à XV. Elle évolue aux postes de demi de mêlée, de demi d'ouverture et d'arrière.
Elle joue successivement au RC Aubenas Vals, au Montpellier RC, au Stade toulousain et à l'ASM Romagnat.

## Biographie
Livia passe son enfance dans le petit village ardéchois de Lussas.
En 2014, elle intègre la section sportive rugby du Lycée Jean Mermoz de Montpellier où elle obtient un baccalauréat scientifique en juin 2017. Elle poursuit ses études universitaires à l'UFR STAPS de Montpellier et réussit une licence en juin 2020.
Son statut de sportive de "haut niveau", lui permet d'accéder à un cursus Master 1 (juin 2021) - Master 2 (juin 2022) "Réathlétisation", à distance, avec l'université UFR STAPS d'Orléans, tout en étant joueuse au Stade toulousain. Ses stages de masterisation se déroulent dans la structure professionnelle masculine du Stade toulousain, dans le groupe de l'équipe de Top 14 et de l'équipe "espoirs" (tuteur de stage Zéba Traoré).
A la fin de son Master 2, l'ASM Clermont Auvergne Rugby lui offre une proposition professionnelle intéressante.
En septembre 2022, elle commence sa carrière professionnelle de "Réathlétisatrice" au sein de l'ASM Clermont Auvergne Rugby et de l'association "ASM Omnisport", auprès du groupe professionnel masculin de Top 14 et du groupe "espoirs".

## Carrière de joueuse
Elle commence le rugby à XV à six ans, « pour suivre son frère ». Elle joue dans toutes les catégories de l'école de rugby et minimes, dans des équipes où la mixité était autorisée par la Fédération française de rugby.
Elle joue au RC Aubenas-Vals de 2005 à 2014.
Elle joue au Montpellier Rugby Club de 2014 à 2020. Elle découvre le rugby féminin au sein de l'effectif cadet puis intègre ensuite le groupe sénior avec lequel elle participe régulièrement, dès 18 ans, à des rencontres du championnat national.
Lors de ces six saisons, elle participe à plusieurs stages nationaux, France féminines moins de 18 ans puis moins de 20 ans, au CNR de Marcoussis.
En juin 2020, elle part au Stade toulousain pour obtenir davantage de temps de jeu et relever un nouveau défi sportif.
Elle joue dans ce club de 2020 à 2022, avec lequel elle participe régulièrement à des rencontres d'élite 1 et à la Coupe de France élite 1.
Mutée à Clermont-Ferrand pour des raisons professionnelles, elle intègre le club de l'ASM Romagnat, qui évolue en élite 1, en septembre 2022.

## Palmarès

### Montpellier Rugby Club
- Vainqueur du Championnat de France en 2018[Note 1] et 2019[Note 2].
- Vainqueur du Championnat de France espoirs en 2019.

### Stade toulousain
- Vainqueur du Championnat de France en 2022[Note 3].
- Vainqueur du Championne de France espoirs en 2022[6].
- Vainqueur de la Coupe de France en 2022[7].